# Działko SzWAK
Wielkokalibrowy lotniczy (karabin) Szpitalnego-Władimirowa (SzWAK) (ШВАК – Шпитального – Владимирова авиационный крупнокалиберный) – radziecki karabin i działko lotnicze skonstruowane przez B. Szpitalnego i S. W. Władimirowa.

## Historia

### SzWAK 12,7 mm
Parametry broni systemu SzKAS spowodowały, że postanowiono zbudować na jego podstawie wielkokalibrowy karabin lotniczy. 9 lutego 1931 roku zlecono konstruktorom zaprojektowanie i zbudowanie karabinu lotniczego mogącego strzelać zarówno przez śmigło jak również z wieżyczek strzeleckich tak jak karabiny SzKAS. Nowa broń miała być zasilana standardowym nabojem wielkokalibrowym armii kalibru 12,7 mm tak jak karabin maszynowy DK. Na początku 1932 roku S. W. Władimirow z PKB (ros. Пулеметное Kонструкторское Бюро – Biuro Konstrukcyjne Karabinów) w Tule wykonał projekt, a 28 maja tego samego roku przedstawił gotowy wzór broni. Wykonano trzy prototypy karabinu z udoskonalonym przez J. S. Leszczyńskiego mechanizmem, które następnie przekazano do testów 20 grudnia 1934 roku.
W 1935 roku w zakładzie INZ-2 rozpoczęto produkcję seryjną lotniczych karabinów SzWAK. W tym samym roku wykonano 6 z planowanych 40 egzemplarzy karabinów na podstawie uniwersalnej i 86 z planowanych 410 egzemplarzy w wersji lotniczej.
W nowej broni zastosowano wiele rozwiązań z karabinu SzKAS kalibru 7,62 mm będącego pierwowzorem karabinu SzWAK. Nie polegały one jednak tylko na powiększeniu rozmiarów elementów broni w porównaniu do poprzednika, ale także na udoskonaleniu działania mechanizmów i zastosowaniu nowych rozwiązań konstrukcyjnych. Między innymi ulepszono konstrukcję donośnika bębnowego, który zaczął przesuwać taśmę zarówno przy odrzucie jak i powrocie ruchomych części broni. Ponadto zmniejszono masę broni, a jej konstrukcja stała się bardziej zwarta.
Długość całej broni wynosiła 1726 mm, a lufy 1246 mm. Lufa miała 8 bruzd. Karabin mógł być zasilany standardową amunicją armii od karabinów DK i DSzK.
Masa pocisku wahała się od 123 do 127 gramów, przy ładunku prochowym wynoszącym 17 gramów. Długość naboju – 147 mm, pocisku – 64,6 mm, łuski – 117 mm. Prędkość wylotowa pocisku 810–850 m/s.
Pocisk B-32 przebijał 20 mm płytę pancerną z odległości 350 m, a pocisk smugowy BZT z 300 m. Ładunek smugowy naboju BZT wypalał się po 1500 metrach.
Karabin SzWAK kalibru 12,7 mm był pierwszym radzieckim wielkokalibrowym karabinem maszynowym i okazał się on doskonałą bronią do walki z myśliwcami przeciwnika. Siła przebijająca i zapalająca pocisków była bardzo dobra, ale efekt niszczący powodowany wybuchem pocisku zdecydowanie zbyt mały. Ponadto zauważono też szereg innych wad, takich jak:
- Duży stopień komplikacji konstrukcji, zwłaszcza mechanizmów dosyłania amunicji i usuwania łusek po strzale, utrudniający rozkładanie i składanie broni
- Broń była bardzo trudna w produkcji i wymagała dużych nakładów pracy zwłaszcza na wykonanie elementów mechanizmu dosyłania amunicji i komory nabojowej.
- Przy zacięciach broni, dostęp do mechanizmów był skrajnie utrudniony. W niektórych przypadkach było konieczne nawet całkowite rozłożenie broni

W związku z powyższym postanowiono wprowadzić na uzbrojenie samolotów dodatkowe uzbrojenie o większym kalibrze, skonstruowane na bazie karabinu SzWAK kalibru 12,7 mm.

### SzWAK 20 mm

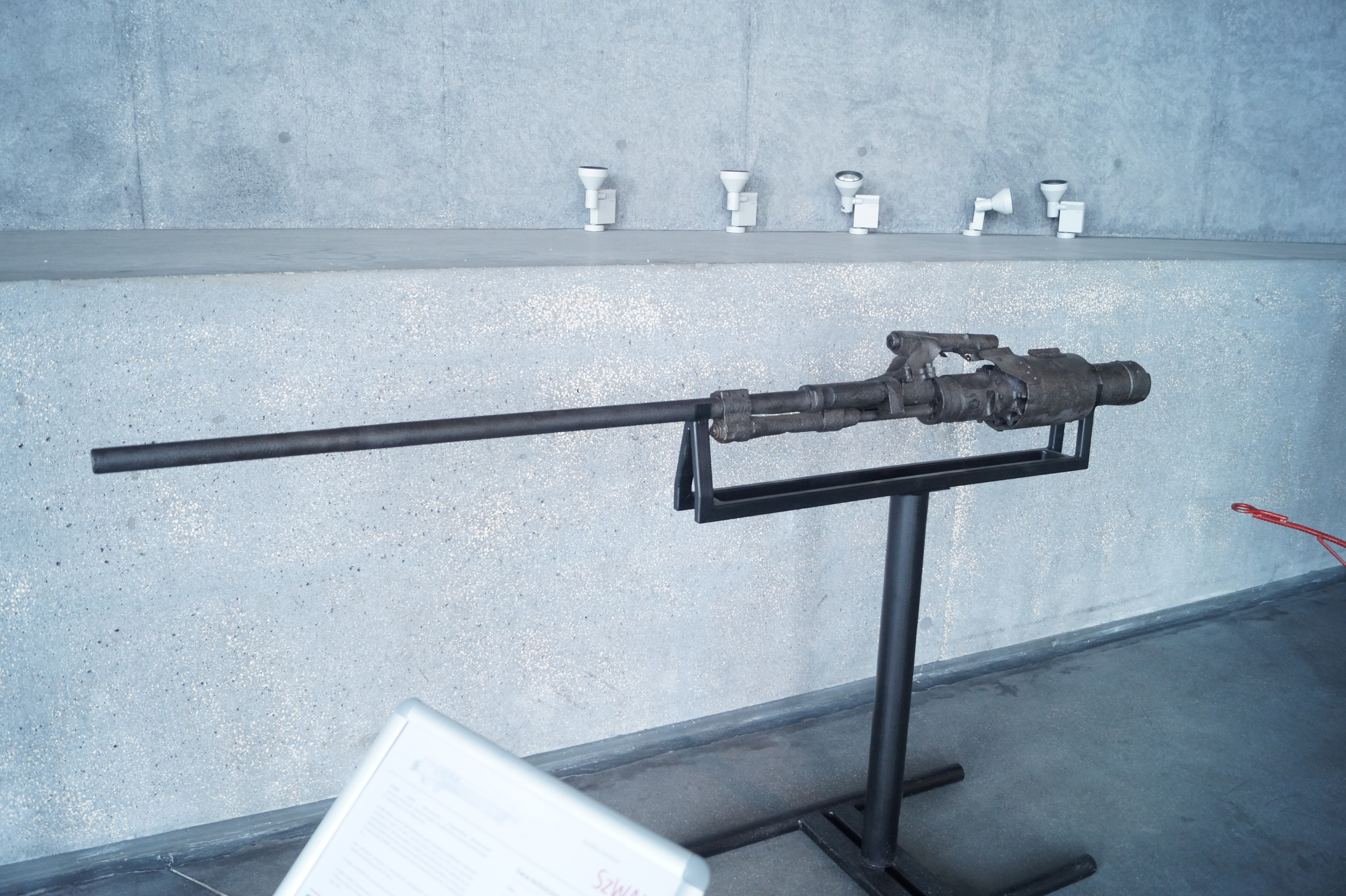
20-milimetrowe działko w zbiorach Muzeum Lotnictwa Polskiego w Krakowie

Testy karabinu SzWAK kalibru 12,7 mm wykazały, że dzięki dużemu zapasowi wytrzymałości jego konstrukcji możliwe jest zwiększenie jego kalibru do 20 mm, bez konieczności zmiany gabarytów poszczególnych elementów jego konstrukcji, z wyjątkiem lufy. Na bazie tych testów inżynierowie: A. I. Gnatenko, P. E. Iwanow, G. I. Michaniew, A. F. Popow i A. I. Goliszew, przebudowali karabin maszynowy na 20 mm działko. Pojawiły się jednak wątpliwości, jak nowa broń spisze się w powietrzu i jak jej zamontowanie wpłynie na parametry samolotu. Testy przeprowadzone na samolocie I-16 wykazały, że obawy konstruktorów nie potwierdziły się i w 1936 roku wyprodukowano pierwsze radzieckie działka lotnicze SzWAK kalibru 20 mm, które dały podstawę do rozwoju tego typu artylerii.
Konstrukcyjnie 20 mm działko SzWAK było identyczne z karabinem maszynowym SzWAK kalibru 12,7 mm, poza konstrukcją i kalibrem lufy. Zasilane było z taśmy amunicyjnej, a przeładowywane energią gazów prochowych lub mechanicznie.
Działko SzWAK było produkowane w trzech wariantach do montażu: w skrzydłach, w wieżyczkach strzeleckich i w piaście śmigła. Wersja do strzelania przez piastę śmigła charakteryzowała się dłuższą lufą, amortyzatorem odrzutu i innymi drobnymi modyfikacjami.
Początkowo do strzelania z działka SzWAK używano dwóch rodzajów amunicji, burząco-zapalającej i przeciwpancernej. Łuska amunicji była cylindryczna z szyjką i wystającą kryzą.
Początkowo używana amunicja typu MG-3, taka sama jak stosowana w naziemnej artylerii miała zbyt czuły zapalnik uderzeniowy, który często powodował rozrywanie się pocisku w lufie. Pod koniec 1936 zastąpiono zapalniki tych pocisków przez jeszcze czulsze MG-201 ze specjalną osłoną mającą zapobiegać przedwczesnemu wybuchowi, ale nadal ich niezawodność nie była zadowalająca.
W 1936 roku, po raz kolejny wymieniono zapalnik, na jeszcze czulszy K-6 skonstruowany przez P. G. Szczegoliewa. Zapalnik ten posiadał mechanizm uzbrajający pocisk dopiero po pewnym czasie od jego rozłączenia się z łuską, co w konsekwencji oznaczało, że uzbrajał się on dopiero w odległości 30 do 50 cm od opuszczenia lufy. Zastosowanie zapalnika K-6 praktycznie uniemożliwiało przedwczesny wybuch pocisku jeszcze w lufie działka.
W 1941 roku rozpoczęto produkcję amunicji z zapalnikiem K-6 na szeroką skalę. W maju tego roku ruszyła produkcja podkalibrowego pocisku przeciwpancernego.
Pod koniec 1942 roku opracowano 20 mm pocisk przeciwpancerno-smugowy OZT ze smugaczem działającym przez około 2 sekundy. Ze względu na konieczność przekonstruowania pocisku miał on niższą przebijalność, niż typowy pocisk przeciwpancerny kalibru 20 mm.
Ogólnie wyprodukowano podczas wojny 100 920 sztuk działek SzWAK z czego:
- 1942 rok – 34 601 egzemplarzy
- 1943 rok – 26 499 egzemplarzy
- 1944 rok – 25 633 egzemplarze
- 1945 rok – 13 433 egzemplarze
- 1946 rok – 754 egzemplarze.

## Zastosowanie
Działko SzWAK kalibru 20 mm było stosowane jako uzbrojenie pokładowe myśliwców radzieckich: I-153P, I-16, Jak-1, Jak-7B, ŁaGG-3, Ła-5, Ła-7, Pe-3, a w 1943 roku wyprodukowano 158 egzemplarzy działek przeznaczonych do uzbrojenia samolotów Hawker Hurricane, zamiast karabinów Browning kalibru 7,7 mm (.303). Po dwa działka SzWAK zamontowano także na bombowcach Tu-2 i niektórych Pe-2.
Jako uzbrojenie obronne w wieżyczkach strzeleckich montowano działka SzWAK na bombowcach Pe-8 i Jer-2.

Ponadto, stanowiło ono uzbrojenie samolotów szturmowych Ił-2.
Działko SzWAK zastosowano w latach 1941–43 także jako uzbrojenie czołgów T-60. Kilkaset czołgów uzbrojonych w to działko brało udział w bitwie pod Moskwą w 1941 roku.

## Dane techniczne działka SzWAK 20 mm
| Typ montażu                       | Skrzydło          | Wieżyczka         | Piasta śmigła     |
| Długość całkowita                 | 1679 mm           | 1726 mm           | 2122 mm           |
| Masa                              | 40 kg             | 42 kg             | 44,5 kg           |
| Szybkostrzelność (teoretyczna)    | 700–800 strz./min | 700–800 strz./min | 700–800 strz./min |
| Prędkość wylotowa                 | 815 m/s           | 815 m/s           | 815 m/s           |
| Masa pocisku burząco-zapalającego | 96 g              | 96 g              | 96 g              |
| Masa pocisku przeciwpancernego    | 96,6 g            | 96,6 g            | 96,6 g            |
| Masa ładunku miotającego          | 19,2 g            | 19,2 g            | 19,2 g            |
| Masa naboju                       | 185 g             | 185 g             | 185 g             |
| Masa łuski                        | 38 g              | 38 g              | 38 g              |

## Literatura
- Д. Н. Болотин Советское стрелковое оружие
- А.Б. Широкорад История авиационного вооружения